# Wing car

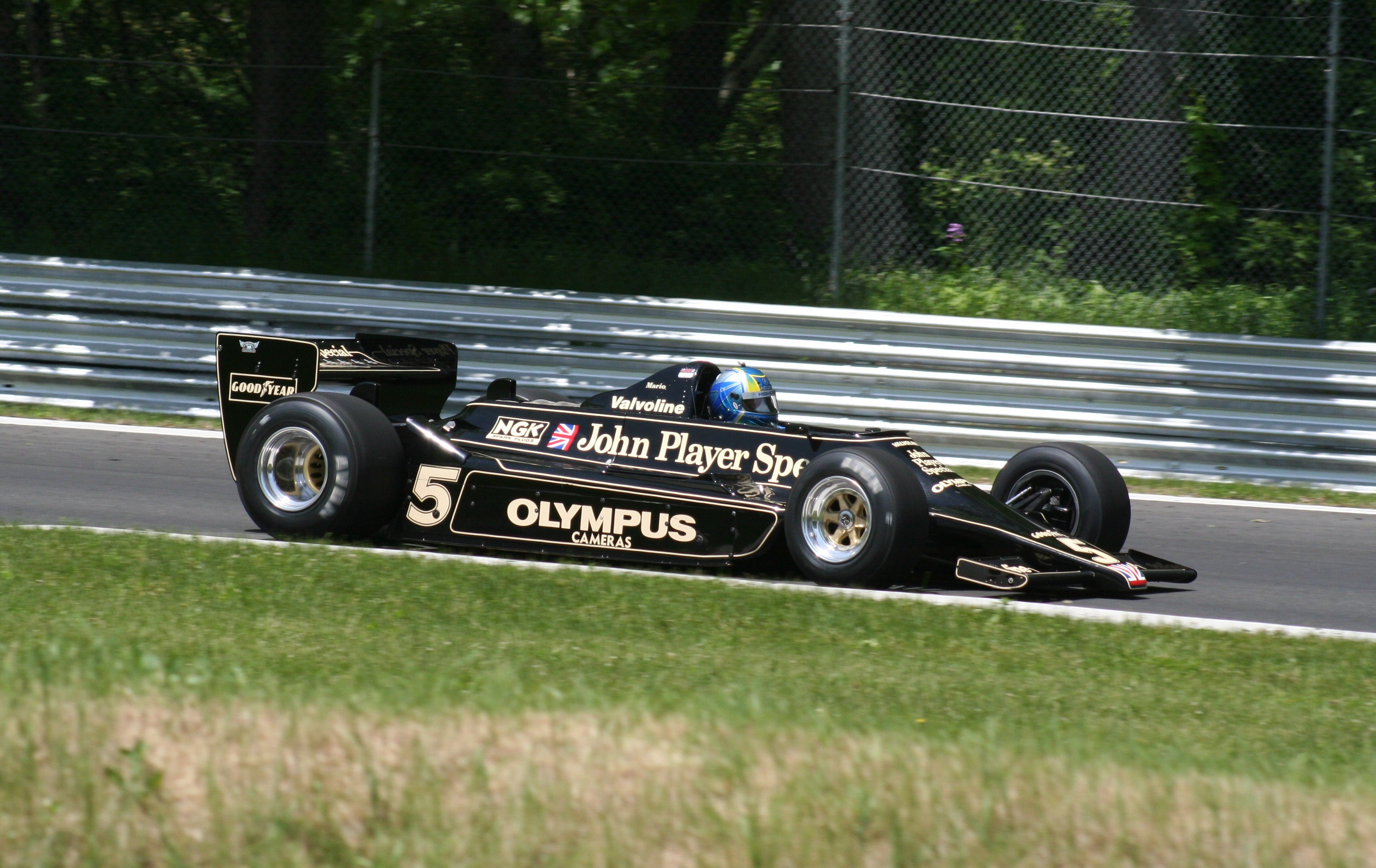
La monoposto Lotus 79, vettura simbolo del concetto di wing car.

Wing car è un'espressione nata nell'ambiente della Formula 1 verso la fine degli anni settanta in relazione ad una particolare configurazione di autovetture che sfruttavano l'effetto suolo.

## Storia
Diversamente da quanto era avvenuto fino ad allora – quando la deportanza necessaria ad aumentare l'aderenza al suolo della vettura veniva generata principalmente dagli alettoni posti sul muso e sulla coda della vettura – le wing car avevano la zona inferiore delle monoposto modellata come un profilo alare rovesciato (diffusore), tanto che l'intera vettura poteva essere considerata un'enorme ala che poggiava sulle ruote, da qui la definizione.
Tramite un ingegnoso sistema di sigillo fra la zona esterna ed interna posizionata ai bordi delle fiancate (denominato minigonne, di fatto un sistema di bandelle laterali poste a contatto con il terreno grazie ad un sistema di molle), il sistema permetteva di generare una depressione fra zona superiore e zona inferiore della vettura, garantendo una portanza negativa che permetteva velocità in curva notevolmente superiori rispetto alle vetture tradizionali. 

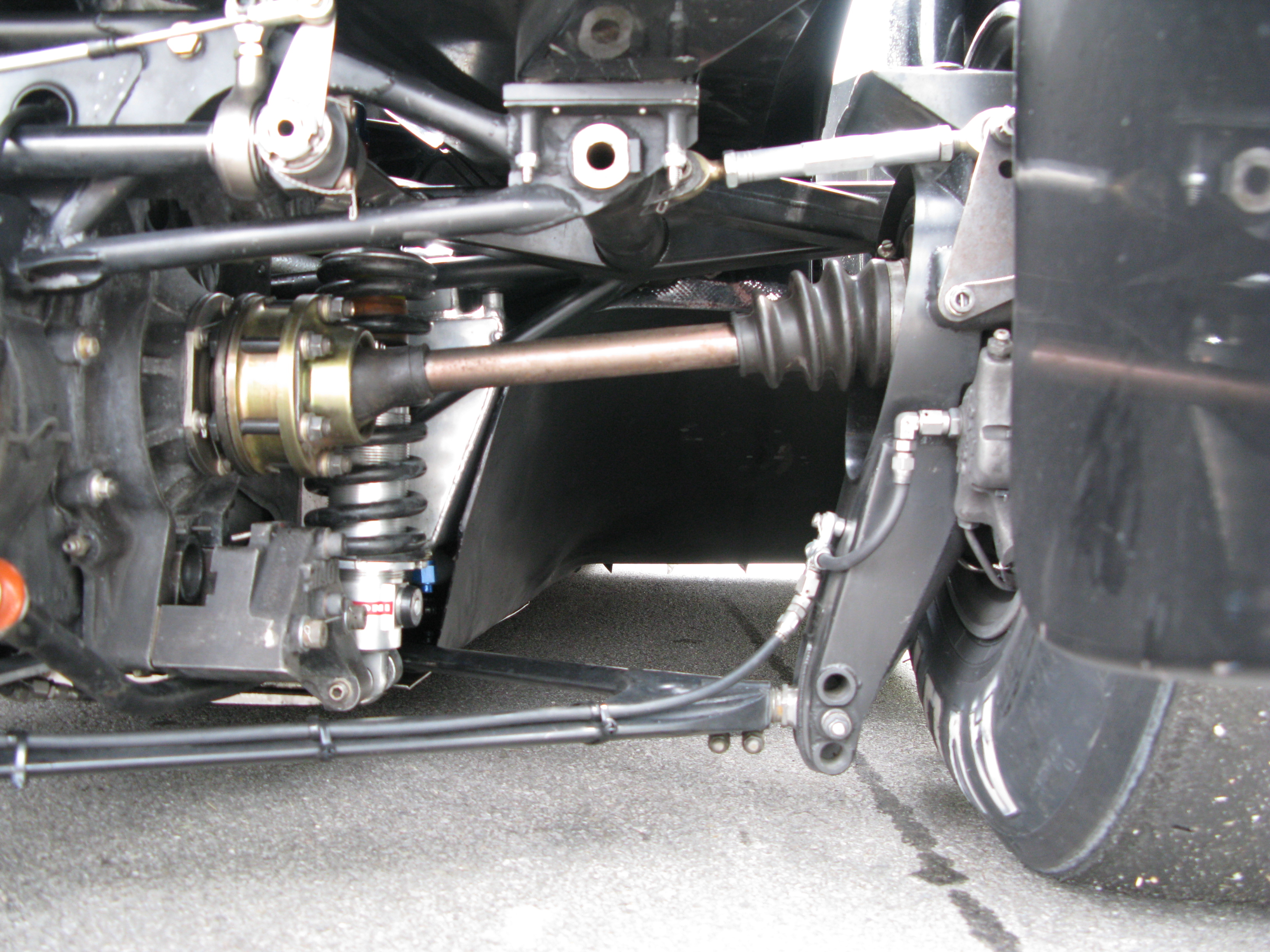
I canali Venturi della Lotus 79

L'inventore di questa soluzione aerodinamica fu il proprietario e progettista della Lotus, Colin Chapman, che la applicò per la prima volta nel 1977 sulla Lotus 78, vettura che grazie a ciò iniziò a vincere l'anno stesso con il pilota Mario Andretti. L'anno successivo Andretti divenne campione del mondo con la famosa Lotus 79 – vettura che incarnò la quintessenza delle wing car – dominando il campionato.
La tecnologia, che si diffuse tra quasi tutti i costruttori, sarà poi vietata nel 1983.